# Jaja (Bělorusko)
Jaja (bělorusky Яя, rusky Яя) je vesnice v Braslavském rajónu Vitebské oblasti v severním Bělorusku. Administrativně spadá pod sídlo městského typu Druja.